# El Carmen Tequexquitla
El Carmen Tequexquitla är en kommun i Mexiko.   Den ligger i delstaten Tlaxcala, i den sydöstra delen av landet, 150 km öster om huvudstaden Mexico City. Antalet invånare är 15 368. Arean är 45 kvadratkilometer.
Terrängen i El Carmen Tequexquitla är varierad.
Följande samhällen finns i El Carmen Tequexquitla:
- Villa de El Carmen Tequexquitla
- Colonia Vicente Guerrero